# Frank Conniff (acteur)
Frank Conniff (30 augustus 1956) is een Amerikaanse acteur en schrijver. Hij is vooral bekend van zijn werk bij de televisieserie Mystery Science Theater 3000 (MST3K), waarin hij 5 seizoenen lang het personage TV's Frank speelde. Tevens was hij lid van het schrijversteam, en verantwoordelijk voor het uitzoeken van geschikte films voor de serie.
Nadat hij MST3K achter zich liet, werd Frank uitvoerend redacteur voor de populaire televisieserie Sabrina, the Teenage Witch. Hij speelde ook een paar bijrolletjes in deze serie, waarvan "Rootie Kazootie", een baby die per ongeluk in een volwassene werd veranderd, de bekendste is. Frank werd hierna schrijver, en uiteindelijk zelfs hoofdschrijver, van de animatieserie Invader Zim. Ook in deze serie had hij een paar kleine rolletjes.
In de zomer van 2005 deed Frank de stem van de legendarische cowboy Buffalo Bill in twee afleveringen van The Radio Adventures of Dr. Floyd.
Conniff begon in 2007 met het presenteren van Cartoon Dump, een komedie-muziekprogramma dat de slechtste tekenfilms ooit gemaakt behandelt.